# Weltjugendtag 1984
Der Weltjugendtag 1984 war ein internationales Treffen, das von Papst Johannes Paul II. anlässlich des außerordentlichen Heiligen Jahrs der Erlösung gefördert wurde. Es war das erste große Jugendtreffen, das von der römisch-katholischen Kirche veranstaltet wurde. Aus dieser Idee entstanden die Weltjugendtage, die alle zwei oder drei Jahre in einem Treffen der weltweiten Jugenden in einem Land münden.
Das Treffen mit dem Papst fand am Samstag, den 14. April 1984 vor Palmsonntag in Rom statt. Die jungen Leute feierten morgens auf dem Platz vor der Lateranbasilika eine Messe und zogen dann in einer langen Prozession zum Petersplatz im Vatikan, wo das Treffen mit dem Papst stattfand.
Etwa 300.000 Menschen nahmen an dem Treffen teil. Der Hauptteil waren Italiener, aber es war auch eine beträchtliche Anzahl von Jugendlicher aus aller Welt anwesend. Das Treffen der Jugend wurde dann mit dem Angelus am Palmsonntag abgeschlossen.
In der darauffolgenden Woche, am Ostersonntag, dem 22. April 1984, überreichte der Papst den Jugendlichen das Kreuz des Weltjugendtags als Symbol. „Am Ende des Heiligen Jahres vertraue ich euch das Zeichen dieses Jubiläumsjahres an: das Kreuz Christi! Tragt es in die ganze Welt als Symbol der Liebe Christi zur Menschheit und verkündet allen, dass wir nur in Christus, dem gestorbenen und auferstandenen, Heil und Erlösung finden können.“ Bei dieser Gelegenheit erneuerte er den Termin für ein Treffen mit den Jugendlichen am nächsten Palmsonntag, den 31. März 1985. Für dieses Jahr rief die UNO das Internationale Jahr der Jugend aus.